# Freiwassereuropameisterschaften 2008
| Freiwassereuropameisterschaften | Freiwassereuropameisterschaften |
| ------------------------------- | ------------------------------- |
| Veranstaltungsort               | Dubrovnik (Kroatien)            |
| Teilnehmende Länder             | TBA                             |
| Teilnehmende Athleten           | TBA                             |
| Wettbewerbe                     | 7                               |
| Eröffnung                       | 9. September 2008               |
| Abschluss                       | 14. September 2008              |

Die Freiwassereuropameisterschaften 2008 fanden vom 9. bis 14. September 2008 in Dubrovnik statt. Es wurden Einzelwettbewerbe für Frauen und Männer über die Distanzen 5, 10 und 25 Kilometer ausgetragen. Außerdem gab es erstmals ein Team-Mixed-Wettbewerb über 5 Kilometer.
Die Freiwassereuropameisterschaften 2008 wurden stark durch die italienischen Teilnehmer geprägt, die drei der insgesamt sieben Wettbewerbe für sich entscheiden konnten. Bei den Frauen gewann Rachele Bruni über 5 Kilometer, Larissa Iltschenko über 10 Kilometer, sowie Margarita Domínguez über 25 Kilometer. Bei den Männern sicherte sich Spyridon Gianniotis den Titel über 5 Kilometer, Thomas Lurz siegte über 10 Kilometer und Valerio Cleri über 25 Kilometer. Im Team-Wettbewerb über 5 Kilometer hatte Italien in der Zusammensetzung Andrea Volpini, Rachele Bruni und Luca Ferretti die Nase vorn.

## Schwimmen Frauen

### 5 Kilometer
| Platz | Athletin                | Land | Zeit (min) |
| ----- | ----------------------- | ---- | ---------- |
| 1     | Rachele Bruni           | ITA  | 58:50,7    |
| 2     | Britta Kamrau-Corestein | GER  | 59:16,1    |
| 3     | Alice Franco            | ITA  | 59:39,0    |

Datum: 9. September 2008

Kurzbericht:

### 10 Kilometer
| Platz | Athletin           | Land | Zeit (h)  |
| ----- | ------------------ | ---- | --------- |
| 1     | Larissa Iltschenko | RUS  | 2:00:30,9 |
| 2     | Martina Grimaldi   | ITA  | 2:00:31,4 |
| 3     | Alice Franco       | ITA  | 2:00:32,2 |

Datum: 10. September 2008

Kurzbericht:

### 25 Kilometer
| Platz | Athletin                | Land | Zeit (h)  |
| ----- | ----------------------- | ---- | --------- |
| 1     | Margarita Dominguez     | ESP  | 5:38:35,3 |
| 2     | Britta Kamrau-Corestein | GER  | 5:39:00,2 |
| 3     | Anna Uvarova            | RUS  | 5:39:06,6 |

Datum: 14. September 2008

Kurzbericht:

## Schwimmen Männer

### 5 Kilometer
| Platz | Athlet              | Land | Zeit (min) |
| ----- | ------------------- | ---- | ---------- |
| 1     | Spyridon Gianniotis | GRE  | 52:57,2    |
| 2     | Jan Wolfgarten      | GER  | 53:55,7    |
| 3     | Thomas Lurz         | GER  | 54:04,3    |

Datum: 10. September 2008

Kurzbericht:

### 10 Kilometer
| Platz | Athlet          | Land | Zeit (h)  |
| ----- | --------------- | ---- | --------- |
| 1     | Thomas Lurz     | GER  | 1:52:48,9 |
| 2     | Jewgeni Dratzew | RUS  | 1:52:50,6 |
| 3     | Toni Franz      | GER  | 1:52:53,0 |

Datum: 9. September 2008

Kurzbericht:

### 25 Kilometer
| Platz | Athlet          | Land | Zeit (h)  |
| ----- | --------------- | ---- | --------- |
| 1     | Valerio Cleri   | ITA  | 4:29:00,0 |
| 2     | Joanes Hedel    | FRA  | 4:32:40,9 |
| 3     | Dmitry Solovyev | RUS  | 4:34:02,4 |

Datum: 13. September 2008

Kurzbericht:

## Team Mixed
| Platz | Team        | Land | Zeit (min) |
| ----- | ----------- | ---- | ---------- |
| 1     | Italien     | ITA  | 56:17,5    |
| 2     | Russland    | RUS  | 57:03,6    |
| 3     | Deutschland | GER  | 57:30,0    |

Datum: 11. September 2008

Kurzbericht: